# Birzhan y Sara
Birzhan y Sara (Биржан и Сара en idioma kazajo) es una ópera kazaja compuesta en dos actos y cuatro escenas compuestas por el compositor Mukan Tulebaev basándose en el libreto de Khazim Dyumaliev.
La obra gira en torno a un aitys (competición de poesía musical de Asia Central) entre Birzhan y Sara.

## Historia
La primera representación tuvo lugar el 7 de noviembre de 1946 en Almatý. A partir de diciembre de 1958, la obra pasa a estrenarse en Moscú, Rusia.
Al formar parte del repertorio de la Ópera de Astaná, es una de las piezas más destacadas.
En cuanto a nivel internacional, ha sido adaptado en turco para las actuaciones de 2013 y 2014 en varias localidades de Turquía.

## Personajes[1][2]
- Birzhan, poeta y cantante popular - tenor
- Madre de Birzhan - mezzosoprano
- Padre de Birzhan - barítono
- Estay, amigo de Birzhan - tenor
- Sara, cantante popular - soprano
- Zhienkul, bey - barítono
- Zhanbota, alcalde - barítono
- Altynay, hija de Zhanbota - soprano
- Serik, guardaespaldas de Zhanbota - tenor

## Actos
Existen varias versiones de la obra, cuyo libreto del que está basado, ha sido adaptado en diversas ocasiones.

### Primer acto
Primera escena
Durante una feria, Birzhan y Sara, dos cantantes populares cantan unos versos a dúo en la plaza principal de Kuyandy. Sus habitantes se acercan al lugar. Altynay, quien está enamorada de Birzhan, le pregunta a Estay si este comparte los mismos sentimientos, sin embargo descubre que está enamorado de Sara. Al mismo tiempo, Zhanbota, padre de Altynay y máxima autoridad de la población acude a la plaza del mercado con su hermano Zhienkul y sus escoltas. Este, busca el amor de Sara con el fin de convertirla en su cuarta esposa, sin embargo esta rechaza su ofrecimiento y Birzhan canta una pieza en la que satiriza a ambos, tanto a Zhanbota como a Zhienkul. Como respuesta, los guardias intentan agredirle, pero se echan atrás ante la mirada reprobatoria del público, los cuales celebran que Sara y Birzhan se encuentran bien.
Segunda escena
Cerca de un lago, Birzhan le profesa su amor a Sara mientras toca su dombra. Los aldeanos, entre los que se encuentran sus padres, se unen a él y le avisan de que desconfíe de Zhanbota, no obstante, Birzhan evoca al poeta Abay Kunanbayuli para cantar la libertad de su pueblo. Los dos jóvenes, entonces, se juran fidelidad y amor eterno, pero la alegría dura poco cuando Zhanbota hace acto de presencia y la secuestra.

### Segundo acto
Primera escena
Durante los preparativos de la boda entre Sara y Zhienkul, esta le declara que jamás aceptará ser su mujer. A continuación Birzhan hace acto de presencia y un furibundo Zhienkul llama a sus guardias, los cuales arrestan a Bierzhan.
Segunda escena
Mientras Serik custodia la celda de Birzhan, este se duerme y Sara aprovecha para quitarle las llaves y liberar a su amado. Pero una despechada Altynay, tras contemplar la escena, avisa a Zhienkul. El Bey interviene y ordena un juicio inmediato para juzgar a Sara, la cual es sentenciada a muerte, sin embargo, Zhienkul está disconforme con la resolución, al igual que el pueblo, que encabezados por Estay, liberan a la pareja de enamorados. Desesperada, Altynay se acerca a Sara y la apuñala con el resultado de su muerte. A continuación, Birzhan abraza el cuerpo de su amada por última vez. (En otras versiones de la obra es Birzhan quien fallece)